# 福尔可定
福尔可定，英文名Pholcodine，别名吗啉吗啡、福可定。是一种中枢性镇咳药，有中枢性镇咳作用，亦有镇静和镇痛的作用。

福尔可定现在广泛的替代以前常见的可待因，因为它有更低的成瘾性。
很多國家現在都改用其他較安全的止咳藥物替代。研究發現，即使在停用福爾可定很長時間之後，病人在接受手術麻醉時使用神經肌肉阻滯藥（NMBAs）時，仍可能因為之前服用過福爾可定而產生嚴重的過敏反應，這種反應可能導致過敏性休克，危及生命。
慮到目前已有許多相對安全的止咳藥物可供選擇，承擔這種可能危及生命的風險變得沒有必要。因此，歐洲藥品管理局（EMA）建議撤銷含福爾可定藥物的許可證，許多國家也陸續採取行動，全面下架或嚴格限制其使用。